# Chiesa della Natività di Maria (Spormaggiore)
La chiesa della Natività di Maria è la parrocchiale di Spormaggiore, nella Piana Rotaliana in Trentino. Appartiene all'ex-decanato di Mezzolombardo dell'arcidiocesi di Trento e risale al XIX secolo.

## Storia

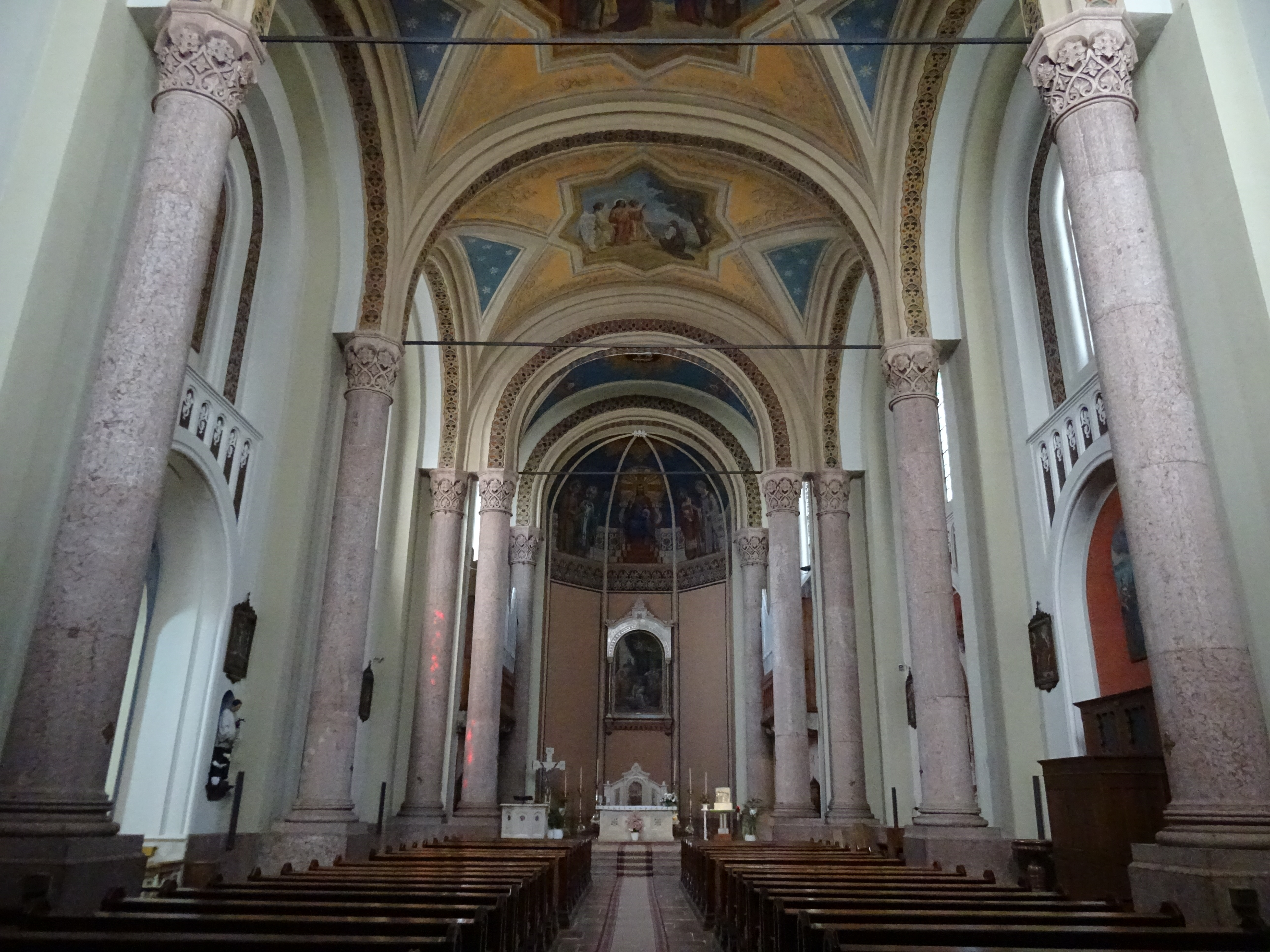
Interno

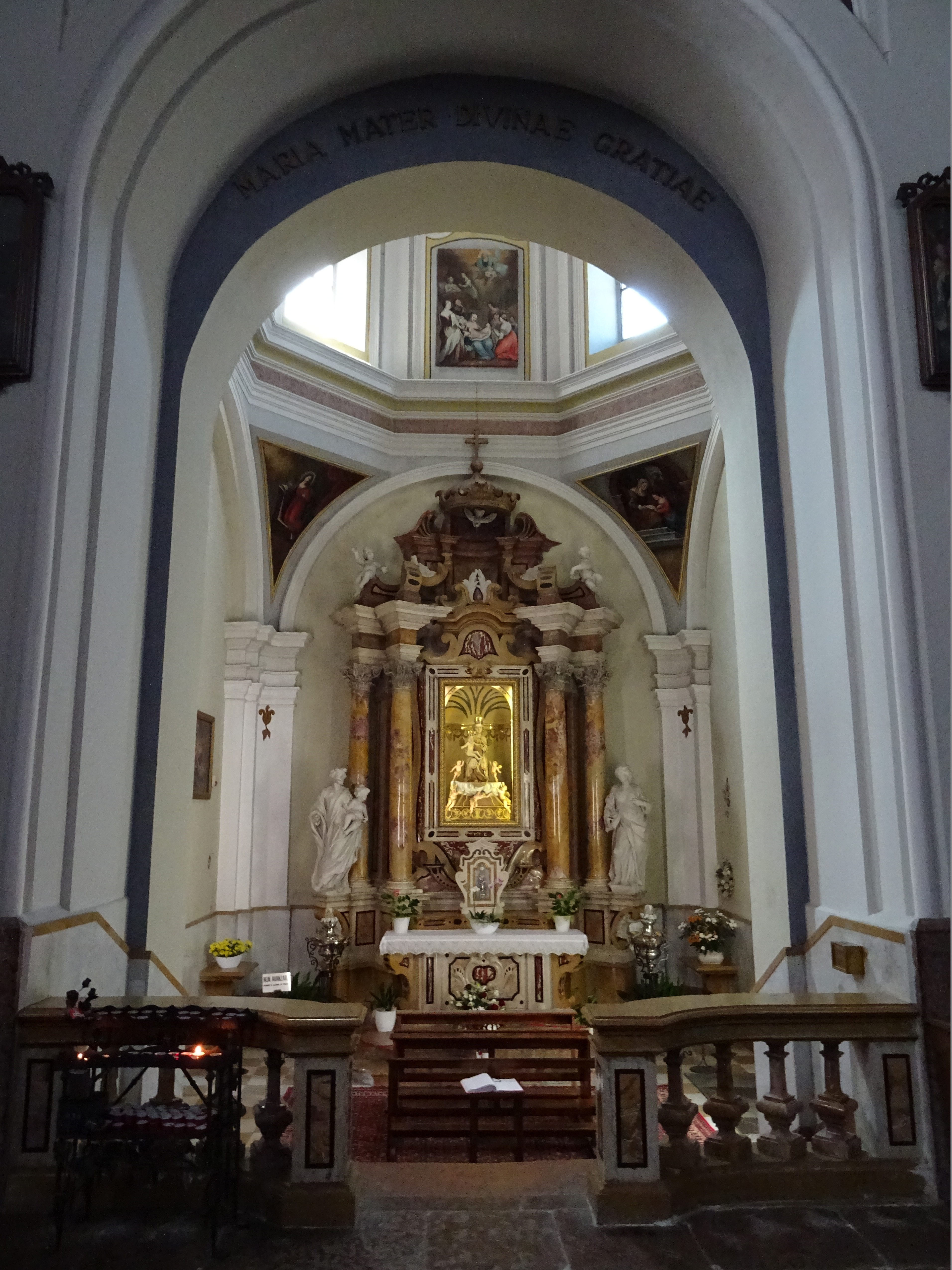
La cappella laterale

A Spormaggiore all'inizio del XIX secolo esisteva già una chiesa parrocchiale ma si era ormai rivelata non sufficiente alle esigenze dei fedeli quando venne eretta la chiesa della Natività di Maria, iniziando i lavori nel 1867. L'edificio nuovo, sorto accanto alla vecchia pieve, venne consacrato con cerimonia solenne nel 1875.
Col nuovo secolo vennero poste sulla torre campanaria cinque nuove campane fuse per la chiesa, che vennero requisite tutte durante il primo conflitto mondiale, e fu lasciata solo la prima e più antica. 
Col primo dopoguerra l'edificio venne restaurato e vennero sostituite le campane asportate.
Col secondo dopoguerra la chiesa fu dotata di organo, vennero decorate le pareti esterne e vennero apportate le modifiche necessarie alle rinnovate esigenze liturgiche.
A partire dal 1971 iniziò un ciclo di restauri conclusosi dopo il 2006. In questa fase venne rifatta la copertura poi si dovette provvedere a riparare i danni causati dal sisma che aveva colpito la zona nel 1976.
In seguito tutta la struttura venne rivista sotto l'aspetto della solidità statica, venne realizzata la ritinteggiatura di tutta la costruzione e, mentre si ripavimentava la piazza, si sistemò il sagrato. L'edificio venne inoltre messo a norma per l'impiantistica.

## Descrizione

### Esterni
La facciata a due spioventi con gradoni presenta un monumentale portale di accesso compreso in una cornice lapidea con arco a tutto sesto che a sua volta contiene la struttura con architrave sormontata dalla finestra a lunetta cieca con affresco. Nella parte mediana si aprono tre grandi finestre alte e strette che porta luce alla sala. La parte sinistra si unisce all'antica chiesa di San Vigilio e il campanile dell'originale pieve svolge la funzione di torre campanaria anche per l'edificio più recente.

### Interni
La navata interna è unica e suddivisa in tre campate. Il fonte battesimale storico è quello in precedenza presente nella vicina pieve. Nella seconda campata a sinistra si apre, leggermente abbassata, la cappella della Madonna con la scultura del XV secolo raffigurante la Vergine col Bambino. Le volte della navata, del presbiterio e del catino absidale sono arricchite dagli affreschi realizzati da Matteo Tevini negli anni Venti.